# Cappelenbotnen
Der Cappelenbotnen ist ein vereistes Kar im ostantarktischen Königin-Maud-Land. Der Bergkessel liegt zwischen dem Berg Wrighthamaren und dem Gebirgskamm Berggravrista in der nördlichen Sivorgfjella.
Wissenschaftler des Norwegischen Polarinstituts benannten ihn 1967 nach dem norwegischen Rechtsanwalt Johann Cappelen (1889–1947),  einem Anführer des Widerstands gegen die deutsche Besatzung Norwegens im Zweiten Weltkrieg.